# آبادان (فیلم)
آبادان فیلمی است ساخته مانی حقیقی کارگردان ایرانی. این فیلم که اولین ساخته این کارگردان بود، از جمله فیلم‌های توقیف شده سینمای ایران است.

## داستان
پیرمردی قصد ترک تهران و سفر به آبادان را دارد. او می‌خواهد بسته امانتی را پیش از سفر به دوستی قدیمی که نشانی خاصی از او ندارد، تحویل دهد. در این میان خانواده‌اش در جستجوی او هستند. او سفری شهری را آغاز می‌کند و با سرهنگی بازخرید شده از دوران قبل از انقلاب آشنا می‌شود. این دو تصمیم می‌گیرند که به آبادان سفر کنند...اما مشکلات بین راه بسیارند.

## بازیگران
| بازیگر          | نقش             |
| --------------- | --------------- |
| داریوش اسدزاده  | امیر            |
| جمشید مشایخی    | نجمی            |
| فاطمه معتمدآریا | مرجان           |
| احسان امانی     | امان            |
| شاهرخ فروتنیان  | عطا             |
| هدیه تهرانی     | آرزو            |
| حبیب دهقان نسب  | راننده‌ی جانباز  |
| سامان ارسطو     | زن مجتمع مسکونی |
| مروارید امانی   | تازه عروس       |